# Fonts baptismaux de Quévert

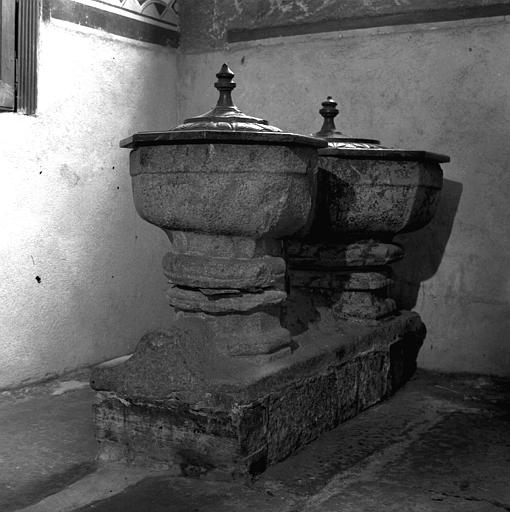
Fonts baptismaux de Quévert

Les fonts baptismaux de l'église Saint-Laurent à Quévert, une commune du département des Côtes-d'Armor dans la région Bretagne en France, datent du XVIe siècle. Les fonts baptismaux en granite sont classés monuments historiques au titre d'objet depuis le 24 septembre 1956.